# Saban
A Saban, oficialmente chamada de Saban Brands, LLC, foi uma produtora estadunidense de seriados. Foi fundada em 1984 com o nome de Saban Productions, o mudando subsequentemente para Saban Entertainment, sendo que o primeiro logotipo da empresa mostrava o planeta Saturno com a palavra Saban atravessando seu anel, que tinha também cinco linhas sob a palavra Productions. Vários anos depois, a empresa Saban International (atual Disney-ABC International Television) também foi estabelecida para a distribuição internacional de seus programas. Então, em 1988 a empresa mudou de nome para Saban Entertainment. Em 1986, Saban Productions comprou os direitos da empresa DIC Entertainment, e depois vendeu os direitos de Jean Chalopin. Em seguida, DIC processou Saban por danos, mas em 1991, as duas empresas chegaram a um acordo.
A Saban Entertainment foi responsável pela criação de séries como Power Rangers e seus similares, como VR Troopers, Big Bad Beetleborgs, Tartarugas Ninja: A Próxima Mutação e Masked Rider, originalmente exibidas pela Fox Kids. Não só pelas adaptações de séries live action oriental, mais adquiriu os animês como Maple Town (...Stories), Noozles (Fushigi na Koala Blinky and Printy), Samurai Pizza Cats (Kyatto Ninden Teyande), Dragon Ball Z e Digimon, o último citado aqui foi readquirido em 2012, para começar a exibição no mercado ocidental, a sexta temporada chamado Digimon Fusion.
In 1996, Fox Children's Productions se fundiu com a Saban Entertainment para formar a Fox Kids Worldwide junto com Marvel Productions e a biblioteca da Marvel Films Animations.
A Marvel estava desenvolvendo uma série animada do Capitão America com Saban Entertainment para Fox Kids Network para premier no outono de 1998. No entanto, devido a problemas sérios e à compra da Disney, adquirindo a Marvel, a série foi cancelada antes da estreia.
Em 23 de julho de 2001, foi anunciado que o grupo iria ser vendido para Walt Disney Company, como parte da venda do Fox Family Worldwide (atual ABC Family Worldwide) por Haim Saban e News Corporation, e a venda foi concluída em 24 de outubro de 2001, e o grupo foi rebatizado para BVS Entertainment. O último programa da empresa foi em Power Rangers: Força do Tempo. No Brasil, Fox Kids foi transformado no Jetix, que atualmente se chama Disney XD. A empresa deu origem à gravadora Saban Music Group, que era uma divisão da Disney Music Group, que pertence à empresa.
Só retornou em 05 de Maio de 2010, a Saban Capital Group anunciou que iria começar a empresa Saban Brands, é dedicada à aquisição de entretenimento e marcas de consumo. Em 12 de maio de 2010, foi anunciado que a Saban Brands comprou a serie Power Rangers da Disney em 43 milhões de dólares. Produziria uma 18ª temporada de Power Rangers que começou a ser exibida na Nickelodeon em 07 de fevereiro de 2011, juntamente com os 700 episódios anteriores sendo reprisados no canal Nicktoons, cujo acordo de contrato até o ano de 2014.
Também foi anunciado que a Saban Brands está em negociações para comprar três outras marcas. Em 17 de agosto de 2010, foi anunciado que Saban Brands comprou o Paul Frank Industries.
Recentemente, a empresa foi cogitada na compra de séries e animês da marca 4Kids, empresa concorrente que está na falência desde Abril de 2011 com o nome de KidsCo Media Ventures.
No final de julho de 2011, após ter readquirido a franquia Power Rangers, a Saban registrou o nome Power Rider através de uma aplicação de direitos autorais, levando todos a crer que uma nova adaptação da franquia Kamen Rider seria produzida. Em março de 2013, notícias estavam circulando de que a Saban adaptaria a série Kamen Rider Fourze e a adaptação se chamaria inicialmente de Power Rider Apollo. Alguns documentos supostamente oficiais desta nova série vazaram na internet, porém, em maio do mesmo ano, tudo foi esclarecido e isso não se passava de uma pegadinha de primeiro de abril feita pelo site Sentai Rangers.
Em 2018, a Saban Brands anunciou fechamento da sua divisão após sua venda para a Hasbro com mais de 522 milhões de Dólares, incluindo a franquia Power Rangers.